# Pseudorhombila guinotae
Pseudorhombila guinotae är en kräftdjursart som beskrevs av Hernández-Aguilera 1982. Pseudorhombila guinotae ingår i släktet Pseudorhombila och familjen Pseudorhombilidae. Inga underarter finns listade i Catalogue of Life.